# Grau alcohòlic

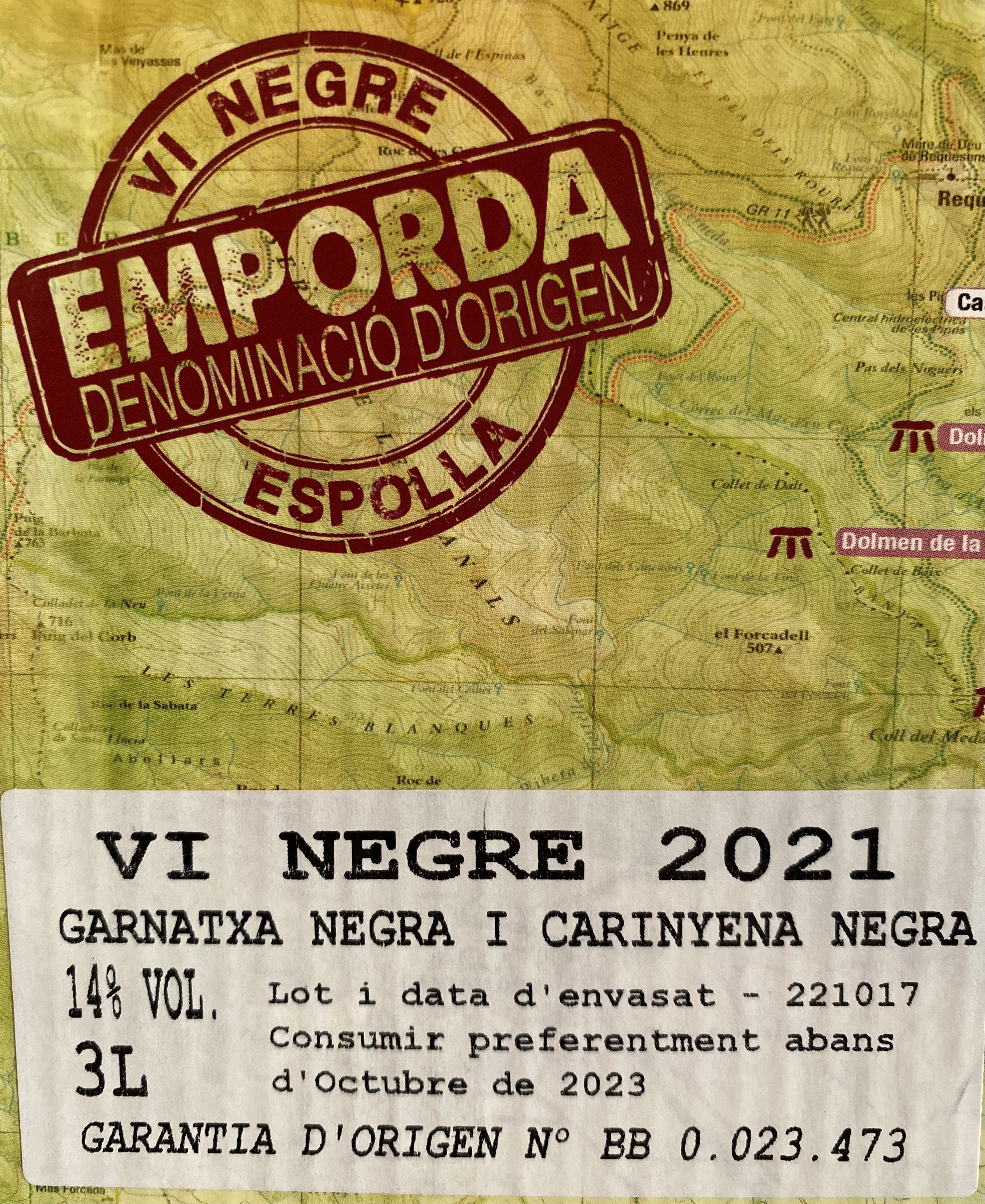
Etiquetatge d'un vi amb 14% Vol. Denominació d'Origen Empordà

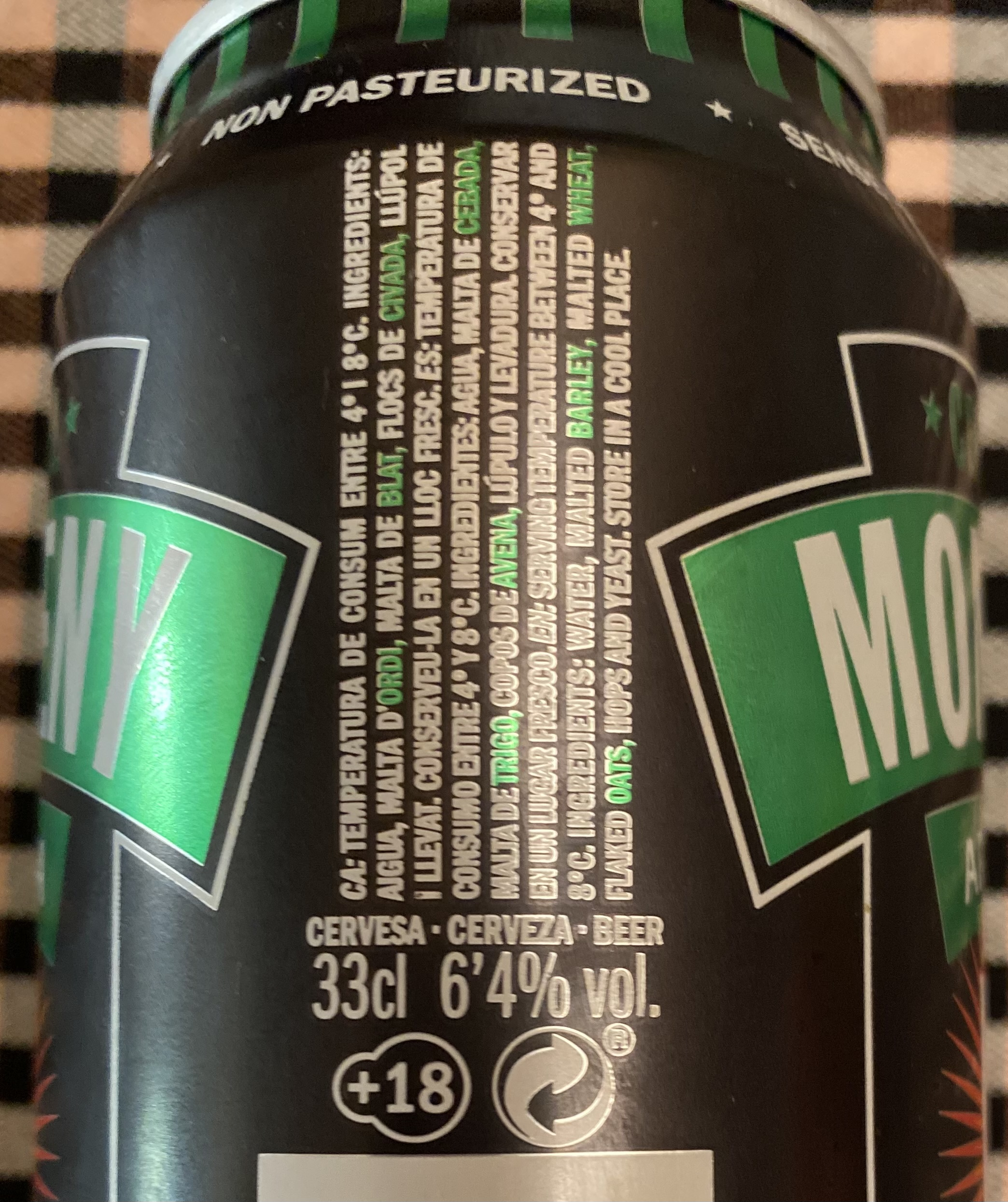
Etiquetatge d'una cervesa amb 6,4% Vol. de la Cerveseria del Montseny

La graduació alcohòlica o grau alcohòlic volumètric d'una beguda alcohòlica és el percentatge d'alcohol (etanol) mesurat a la temperatura de 20 °C. Es tracta d'una mesura de concentració percentual en volum.
A l'etiquetatge es parla de graus o de per cent: 13,5° o 13,5% d'alcohol, o sigui 135 ml d'etanol per litre.
En les etiquetes de les begudes alcohòliques, el grau alcohòlic volumètric s'indica mitjançant l'ús de la paraula «alcohol» «alc.», seguida per «% vol.». De vegades es va servir l'abreviació ABV, de l'anglès alcohol by volume. A la Unió Europea, és una de les mencions obligatòries en l'etiquetatge de begudes.
La mescla de begudes alcohòliques amb refrescos no alcohòliques en rebaixa la graduació alcohòlica total. Al vi de porto i vins licorosos semblants, per contra, s'afegeix aiguardent, per pujar-ne el grau alcohòlic. A l'origen es feia així per facilitar-ne el transport i la conservació sense viciar-se.
Les begudes es diferencien per la graduació alcohòlica, no pel tipus d'alcohol, que és sempre etanol. Les begudes fermentades com la cervesa i el vi poden atènyer fins a 15% d'alcohol.
Begudes destil·lades oscil·len entre els 15 i els 45 graus, amb excepcions, com ara l'absenta que en conté entre 70 i 90% i que a l'estat pur és imbevible. L'etanol pur, entre 96% i 99,5% es ven com a primera matèria per a la indústria alimentària, cosmètica o farmacèutica. Com a alcohol desnaturalitzat serveix d'antisèptic, dissolvent o combustible, en aquest cas s'hi afegeixen components per fer-lo inepte per al consum humà.